# Koča Popović
Konstantin-Koča Popović (Beograd, 14. ožujka 1908. – Beograd, 20. listopada 1992.), bio je general pukovnik Jugoslavenske narodne armije, drugi po redu načelnik Generalštaba Jugoslavenske narodne armije, narodni heroj Jugoslavije, diplomat i političar.

## Podrijetlo i mladost
General pukovnik Konstantin-Koča Popović je rođen 14. ožujka 1908. godine u Beogradu, u bogatoj trgovačkoj obitelji. U svojoj četvrtoj godini, 1912. godine, s roditeljima se preselio u Švicarsku gdje se školovao u katoličkom samostanu. U Švicarskoj je Popović učio svirati klavir, a bio je i solo pjevač u zboru. Naučio je čitati i pisati na francuskom, a tek po dolasku u Beograd 1921. godine je počeo učiti srpski jezik.
Gimnaziju je završio u Beogradu 1926. godine, te je nakon mature otišao na odsluženje vojnog roka. Od rane mladosti usvojio je marksistički pogled na svijet, zbog čega je u vojsci Kraljevine Jugoslavije bio proganjan. U Sarajevu je 1927. godine Popović završio školu pričuvnih topničkih časnika vojske kraljevine Jugoslavije. Iste godine je unaprijeđen u čin potporučnika topništva.

## Školovanje, književnost i publicistika
Popović je poslije odsluženja vojnog roka preselio u Francusku gdje je studirao filozofiju na Sorbonnei. Za vrijeme studija u Parizu priključio se nadrealističkom pokretu. Poznavao je umjetnike iz Bretonovog kruga, te održavao komunikaciju između beogradske i francuske skupine nadrealista. Godine 1929. Popović, u pariškom časopisu Revue Du Cinéma, s francuskim umjetnicima potpisuju prosvjed Čovjek od ukusa. Pisao je filmske kritike za list Paris-Soir. Godine 1930. u Beogradu izlazi almanah Le Impossible, a u kojem je objavljen manifest nadrealizma koji su potpisali beogradski nadrealisti, uključujući i Popovića. Godine 1931. s Markom Ristićem objavio je knjigu Nacrt za jednu fenomenologiju iracionalnog. Od 1931. do 1932. godine surađivao je u časopisu Nadrealizam danas i ovdje. Popović je 1932. godine u Parizu na Sorbonnei diplomirao filozofiju. U Komunističku partiju Jugoslavije (KPJ) primljen je 1933. godine, nakon čega je još snažnije nastavio svoju revolucionarnu djelatnost, a zbog čega je stalno bio izložen progonima policije, te je više puta bio uhićivan. Srpski nadrealisti su dolazili pod udar zakona, jer su im aktivnosti bile usmjerene prema društvenoj revoluciji. Godine 1932. Popović je uhićen u Beogradu, te je 1933. godine zbog revolucionarnih i nadrealističkih aktivnosti osuđen na zatvorsku kaznu, koju je izdržavao u kaznionici u Srijemskoj Mitrovici. Zajedno s njime osuđeni su Oskar Davičo i Đorđe Jovanović.
Godine 1934. u Beogradu je izašao časopis Danas, koji je uređivao Miroslav Krleža, a među suradnicima se nalazio i Popović. Do izbijanja Drugoga svjetskog rata aktivno se bavio publicistikom i književnošću.

## Španjolski građanski rat
Od srpnja 1937. godine Popović se borio u Španjolskom građanskom ratu, prvo kao borac, zatim kao načelnik stožera i kasnije kao zapovjednik topničke divizije, za što je promoviran u čin poručnika španjolske narodne republikanske vojske. Popović je skoro dvije godine sudjelovao u svim borbama artiljerijskih jedinica međunarodnih brigada, na svim bojištima Druge španjolske republike, sve do posljednje bitke za Madrid.
Poslije poraza španjolske narodne republikanske vojske, Popović je zajedno s ostalim borcima međunarodnih brigada prešao u Francusku. Godine 1939., zbog sudjelovanja u španjolskom građanskom ratu, zatvoren je u logor Saint-Cyprien. Poslije puštanja iz logora, određeno vrijeme je radio u Komitetu za španjolske borce u Parizu. U rujnu 1939. godine Popović se preko partijskih veza vratio u Jugoslaviju, gdje je nastavio svoju revolucionarnu aktivnost izvršavajući zadatke koje je pred njega postavljao KPJ.

## Sukob na književnoj ljevici
Po povratku u Jugoslaviju, Popović napušta čisto nadrealističku poziciju i priklanja se konceptu "novog realizma", po kojem je književnost sredstvo u borbi za socijalnu pravdu. U vrijeme sukoba na književnoj ljevici, Popović će se naći među Krležinim protivnicima u Književnim svescima.
Inicijatori Književnih svezaka bili su Milovan Đilas i Edvard Kardelj. U ožujku 1940. godine Josip Broz Tito je po povratku iz Moskve oštro istupio protiv sukoba na ljevici izjavivši: "Najvažnije što treba u ovoj situaciji vidjeti i razumjeti jest da nam je pred vratima, pred nosom rat. Sada treba misliti o zbijanju partijskih redova i jačanju antifašističke fronte borbe, o spremanju za borbu". U ljeto 1940. godine u Zagrebu izlazi zbornik Književni svesci kojim se SKJ obračunava s pečatovskom skupinom intelektualaca. U zbornik je uvršten i Popovićev tekst "Ratni ciljevi Dijalektičkog Antibarbarusa", kojim se kritizira Krležin "Dijalektički antibarbarus".
Popović svoj esej započinje posve različitom intonacijom od ostalih. Iako zastupa Partijsku liniju, Popovićev tekst se razlikuje po tome što ne pokušava obezvrijediti Krležino književno djelo. Za razliku od dominantnog ideološkog diskursa koji samouvjereno presuđuje, Popović ironizira svoje protivnike, ali i vlastitu poziciju. On ocjenjuje da se Krležina metoda u "Dijalektičkom antibarbarusu" zasniva na kreteniziranju tuđih izlaganja: "uzme se jedan pasus, rastvori na rečenice, one u riječi, riječi u slova, pa se sve to prevrće i miješa dok pisac ne ispadne glupan". Potom osporava Krležinu tezu da je posrijedi čisto literarni sukob. Popović ne misli da su posrijedi pitanja literature jer glavni suradnici Pečata nisu književnici, već teoretičari i ideolozi. Prema Popovićevoj ocjeni, svojevremeno je časopis Danas mogao biti jednim od sektora lijeve knjige, Pečat to više nije: "pečatovština se suprotstavlja tom razvoju samo prividno iznutra; ustvari ona se suprotstavlja lijevoj knjizi spolja, i kao tuđa njoj, i kao tuđe oruđe". Popović zaključuje kako više nije dovoljno da se lijevo opredjeljenje "manifestira kroz pisanje i samo i jedino njime", upozoravajući "Pečatove suradnike" da su "tuđe oruđe" i da napuštaju "veliku zajedničku borbu".
Krajem 1940. godine Popović je ponovno uhićen. U zatvoru na Adi Ciganliji proveo je šest mjeseci, a na slobodu je pušten početkom veljače 1941. godine. Popović je u zatvoru bio mučen. U zatvoru se, navodno, nedostojno držao pred "klasnim" neprijateljem, zbog čega je bio isključen iz KPJ u veljači ili ožujku 1941. godine. Prema Đilasu, Popović je "poslije kraćeg batinanja odao Rankovićevo ime". Popović je izjavio da se "Đilas slabije držao na robiji. Nepošteno je mene oklevetao iako je znao da nisam odao autora nacrta proglasa" (Đilas je autor) "i nitko zbog mene nije uhićen.

## Drugi svjetski rat
Popović je nastavio oružanu borbu protiv fašizma, započetu u Španjolskoj, u redovima Kraljevske jugoslavenske vojske kao zapovjednik jedinica pukovske komore. Zarobljen je kod Ivanjice u travnju 1941. godine nakon Travanjskog rata, no ubrzo je pobjegao iz zarobljeništva.
Od srpnja 1941. godine bio je sudionik Drugoga svjetskog rat u Jugoslaviji tj. pripadnik narodnooslobodilačke vojske i partizanskih odreda Jugoslavije. U ratu je Popović bio zapovjednik Kosmajskog partizanskog odreda, te potom zapovjednik Posavskog partizanskog odreda. Pod njegovim zapovjedništvom oba dva odreda su vodili brojne bitke, te izvojevali uspjehe u ljeto i jesen 1941. godine. S dužnosti zapovjednika Posavskog odreda promoviran je u zapovjednika skupine odreda u Šumadiji i zapadnoj Srbiji.
U studenome 1941. godine Popović je zapovjedao jedinicom koja je osiguravala povlačenje Vrhovnog štaba NOVJ-a i glavnine partizanskih snaga iz Srbije u Sandžak, u vrijeme Prve neprijateljske ofenzive. Prigodom formiranja Prve proleterske udarne brigade u Rudom, 21. prosinca 1941. godine, Popović je imenovan prvim zapovjednikom brigade. Tijekom čitavog rata brižljivo je vodio svoj dnevnik, a koji je nakon rata objavljen pod imenom Dnevnik o ratnom putu Prve proleterske brigade. Pod njegovim zapovjedništvom brigada je vodila borbe u istočnoj Bosni, izvršila pohod u Bosansku krajinu, te izvršila Igmanski marš kako bi izbjegla uništenje. Pod njegovom zapovjedništvom, brigada je izborila sljedeće pobjede:
- Livno kolovoz 1942.
- Jajce rujan 1942.
- Teslić, siječanj 1943.
- Gornji Vakuf, ožujak 1943.
- Nevesinje, ožujak 1943.
- Kalinovik, ožujak 1943.
- Foča, ožujak 1943.
- Sutjeska, lipanj 1943.
- Vlasenica, lipanj 1943.
- Zvornik, srpanj 1943.

Dana 1. studenoga 1942. godine Popović je postavljen za zapovjednika Prve proleterske divizije NOVJ-a, te je na toj dužnosti ostao do 5. listopada 1943. godine. 
Prva proleterska divizija NOVJ-a se naročito istakla u Četvrtoj neprijateljskoj ofenzivi, borbama koje je vodila na Ivanplanini, protudarom operativne skupine kod Gornjeg Vakufa i u zaštiti Centralne bolnice NOVJ-a zatvarajući pravce Bugojno-Prozor i Kupres-Šujica-Prozor. U ovoj ofenzivi Popović je bio jedan od partizanskih pregovarača s Nijemcima, o prijekidu neprijateljstva i razmjeni zarobljenika. Ovi pregovori su ostali zabilježeni po tome što je Popović pregovarao pod punim imenom i prezimenom, dok su Milovan Đilas i Vladimir Velebit koristili lažna imena.
U Petoj neprijateljskoj ofenzivi, 9. i 10. lipnja 1943. godine, Prva proleterska divizija probila je obruč 369. hrvatske "Vražje" divizije kod Bilalovca, 12. lipnja na liniji Foča-Kalinovik i 17. lipnja na liniji Prača-Renovica. Time se je otvorio put operativnoj skupini divizija NOVJ-a na Sutjesci. U toj bitci partizani su izgubili veliki broj boraca. Popović je nakon proboja zamalo bio suđen na vojnom sudu, jer je proboj izvršio samoinicijativno, izgubivši komunikaciju s Vrhovnim stožerom. 
Kada su 1. svibnja 1943. godine uvedeni prvi časnički činovi u NOVJ-u, Popović je zajedno s Kostom Nađom i Pekom Dapčevićem unaprijeđen u pukovnika, a 1. studenoga 1943. godine u general-poručnika. Dana 5. listopada 1943. godine, Popović je postavljen za zapovjednika Prvoga proleterskog korpusa, te je na toj dužnosti ostao je do kraja srpnja 1944. godine. U tom razdoblju Prvi proleterski korpus NOVJ-a se naročito iskazao protiv njemačkog 15. brdskog korpusa u središnjoj Bosni u prvoj banjalučkoj operaciji, desantu na Drvar i ostalim bitkama.
U srpnju 1944. godine Popović je imenovan zapovjednikom Glavnog stožera NOV-a i PO-a za Srbiju. To je bilo u vrijeme kada se težište borbenih djelovanja NOVJ-a, i svih drugih zaraćenih strana, prenosilo na Srbiju pred odlučujućim bitkama za njezino oslobođenje. Jedno vrijeme Popović je bio zapovjednik južne skupine divizija, a u siječnju 1945. godine postavljen je za zapovjednika Druge vojske. U štabu Druge vojske još bili su: general-major Radovan Vukanović kao Popovićev pomoćnik, pukovnik Blažo Lompar kao politički komesar vojske i general-major Ljubo Vučković kao načelnik stožera vojske. Druga vojska se istakla u završnim operacijama za oslobođenje Jugoslavije, tj. borbama na liniji Užice-Sarajevo-Banjaluka-Karlovac-Zagreb.
U vrijeme Narodnooslobdoilačkog rata, Popović je bio član najviših političkih predstavništava nove Jugoslavije. Bio je član Antifašističkog vijeća narodnog oslobođenja Jugoslavije (AVNOJ) od prvog zasjedanja 1942. godine i član Predsjedništva AVNOJ-a od drugog zasjedanja u studenome 1943. godine.

## Politička karijera
Nakon završetka Drugoga svjetskog rata, Popović je ostao u Jugoslavenskoj narodnoj armiji. Od 15. rujna 1948. do 27. siječnja 1953. godine obavljao je dužnost načelnika Generalštaba JNA. U čin general-pukovnika promoviran je 2. kolovoza 1947. Popović je 27. travnja 1953. godine demobiliziran i stavljen u pričuvni sastav JNA. Položaj načelnika Generalštaba JNA je prepustio generalu Peki Dapčeviću. Nakon toga se posvetio političkoj karijeri. Bio je zastupnik Ustavotvorne skupštine FNR Jugoslavije i zastupnik Privremene narodne skupštine Jugoslavije. Od 1945. godine neprekidno je biran za narodnog zastupnika Savezne narodne skupštine i Narodne skupštine NR Srbije.
Od 15. siječnja 1953. do 23. travnja 1965. godine bio je član Saveznog izvršnog vijeća i državni ministar vanjskih poslova. Kao državni ministar vanjskih poslova sudjelovao je u svim pregovorima Jugoslavije s ostalim zemljama svijeta. Popović je sudjelovao, kao šef jugoslavenskih delegacija, na zasjedanjima Generalne skupštine Ujedinjenih naroda (UN). Svojom zapaženom aktivnošću u UN-u, te zalaganjem za principe aktivne i miroljubive koegzistencije, Popović je puno doprinio povećanju ugleda i afirmaciji Jugoslavije u svijetu.
Tijekom 1966. i 1967. godine obavljao je funkciju potpredsjednika SFRJ. Za člana Centralnog komiteta Saveza komunista Jugoslavije biran je na Šestom, Sedmom i Osmom kongresu SKJ, a članom Predsjedništva CK SKJ postao je u listopadu 1966. godine. Bio je član prvog CK Saveza komunista Srbije, a na Desetom kongresu CK SKJ je izabran za člana stalnog dijela konferencije SKJ. Bio je član saveznog odbora Saveza udruženja boraca narodnooslobodilačkog rata Jugoslavije (SUBNOR), od 1966. do 1982. godine član Izvršnog odbora Socijalističkog saveza radnog naroda Jugoslavije (SSRN), Savjeta federacije i Savjeta narodne obrane. Popović se definitivno povukao iz političkog života 1972. godine, poslije događaja u Hrvatskoj i Srbiji.

## Tijekom raspada Jugoslavije
Popović je, u dubokoj starosti, izašao u javnost uoči raspada Jugoslavije kako bi djelovao na ublaženje i mirno rješenje jugoslavenske krize. Nakon Miloševićevog neuspjelog "mitinga istine" u Sloveniji, Popović je kritizirao protuslovensko pisanje beogradske Politike. Popović je dopuštao mogućnost da hrvatski i srpski vođe dođu do kompromisa, ali ne na račun trećih, tj. Bosne i Hercegovine.
Citati:

## Obitelj i smrt
Popović je bio oženjen dva puta, prije rata supruga mu je bila Vjera Bakotić iz Zagreba, a poslije rata Lepa Perović iz Banjaluke. Djece nije imao. Do kraja života živio je u Beogradu gdje je i umro 20. listopada 1992. godine. Pokopan je u Aleji zaslužnih građana na Novom groblju u Beogradu. Svoju imovinu, koja se sastojala od spisa, bilježaka, dokumenata, fotografija, radne sobe, velike knjižnice i kolekcije gramofonskih ploča, ostavio je kao legat Arhivu Beograda. Od 2005. godine, Popovićev legat dostupan je istraživačima.

## Izbor iz djela i članaka
- Odlomci ulice (1930.)
- Prodana sudbina (1930.)
- Pohvala osrednjosti (1930.)
- Nacrt za jednu fenomenologiju iracionalnog (1931.)
- Ratni ciljevi dijalektičkog antibarbarusa (1940.)
- Dnevnik o ratnom putu Prve proleterske brigade (1946.)
- Revision du Marxisme-Leninisme au sujet de la guerre de liberation en Yougoslavie (1949.)
- Za pravilnu ocenu oslobodilačkog rata naroda Jugoslavije (1949.)
- Beleške uz ratovanje (1988.)